# Xenotrechus
Xenotrechus is een geslacht van kevers uit de familie van de loopkevers (Carabidae). De wetenschappelijke naam van het geslacht is voor het eerst geldig gepubliceerd in 1967 door Barr & Krekeler.

## Soorten
Het geslacht Xenotrechus omvat de volgende soorten:
- Xenotrechus condei Barr & Krekeler, 1967
- Xenotrechus denticollis Barr & Krekeler, 1967